# أياكا وادا
أياكا وادا (باليابانية: 和田彩花؛ بالكانا: わだ あやか) هي تارينتو ومغنية ومؤدية صوت يابانية، ولدت في 1 أغسطس 1994 في غونما في اليابان.

## وصلات خارجية
- الموقع الرسمي
- أياكا وادا على موقع IMDb (الإنجليزية)
- أياكا وادا على موقع ميوزك برينز (الإنجليزية)
- أياكا وادا على موقع ديسكوغز (الإنجليزية)
- أياكا وادا على موقع قاعدة بيانات الفيلم (الإنجليزية)
- أياكا وادا على موقع ANN person (الإنجليزية)